# Alstroemeria spathulata
Alstroemeria spathulata este o specie de plante monocotiledonate din genul Alstroemeria, familia Alstroemeriaceae, descrisă de Karel Presl. Conform Catalogue of Life specia Alstroemeria spathulata nu are subspecii cunoscute.